# HAART療法
HAART療法（ハートりょうほう、英語: highly active anti-retroviral therapy）とは、複数の抗HIV-1薬を各人の症状・体質に合わせて組み合わせて投与し、ウイルスの増殖を抑え後天性免疫不全症候群 (AIDS) の発症を防ぐ治療法である。
用語的には「Therapy」と「療法」とで意味が重なってしまうため、単に「HAART」あるいは「ART」（anti-retroviral therapy）と呼ばれ、2007年以降は後者のほうが正式に使われている。また、複数の薬剤を組み合わせることから、以前は俗称的にカクテル療法とも呼ばれていた時期がある。

## 歴史
核酸の構成物質である、チミジンの水酸基の一つをアジドに置換したアジドチミジン (AZT) が、HIV-1の増殖を抑制することが判明し、1987年に米国で初めての抗HIV-1薬として認可される。薬剤のターゲットはウイルス酵素の一つである逆転写酵素 (RT) である。作用機序としてはウイルスの逆転写の際、偽物の核酸を取り込ませて逆転写を途中で止める事によって、ウイルスの増殖を抑制する。この事から、核酸を基本とした核酸系逆転写酵素阻害剤 (nucleoside analogue RT inhibitor: NRTI) の開発がされる。しかし、単一種の薬剤による治療では薬剤耐性ウイルスの出現が避けられず、また重篤な副作用により、治療を中断せざるを得ない状況が起こるようになった。
そこで治療方法の幅を広げるため、1980年代後半にはHIVの再生産の時に働くウイルス酵素の一つである、プロテアーゼをターゲットとする薬剤の開発が行われるようになる。作用機序としては、プロテアーゼの活性中心に結合し、機能を阻害する物が開発された。1990年代前半にいくつかのプロテアーゼ阻害剤 (protease inhibitor: PI) が開発され、1995年に米国で最初のプロテアーゼ阻害剤であるサキナビルが正式に認可される。
また1990年代前半に、それまでとは作用機序の異なる、逆転写酵素阻害剤の開発が始まった。それまでの逆転写酵素阻害剤とは異なり、逆転写を止めるのではなく、逆転写酵素の活性中心に結合し機能を阻害する、プロテアーゼ阻害剤と同じ発想の薬剤である。核酸を基本としないことから、非核酸系逆転写酵素阻害剤 (non-nucleoside RT inhibitor: NNRTI) と区別される。そして1996年に米国でネビラピンが認可される。
この様にして、1990年代中頃には数種類の抗HIV-1薬が登場した。1996年国際エイズ学会にて逆転写酵素阻害剤とプロテアーゼ阻害剤を併用することによって、劇的に治療効果が上がったことが発表された。この事実からHIV感染症治療として、多数の薬剤を組み合わせてウイルスの増殖を抑える、多剤併用療法HAARTが行われるようになる。
以後、先進諸国ではHAARTによりAIDSによる死亡率が顕著に低下し、患者予後が著しく改善された。

## 用法
HIV-1は突然変異を起こしやすいため、単一の薬剤ではすぐに薬剤耐性ウイルスを誘導してしまう。薬剤耐性変異は、各薬剤ごとに特異的な点変異を生じることがわかっており、薬剤それぞれの耐性変異が重ならないように薬剤を組み合わせて処方される。
核酸系逆転写酵素阻害剤、非核酸系逆転写酵素阻害剤、プロテアーゼ阻害剤は、それぞれ全く異なる場所に耐性変異を生じるため、これら三種類の薬剤から一つないし二つずつ薬剤を選び、組み合わせて使われる。同種の薬剤には耐性変異が同じ場所に現れるものがあり、これを交叉耐性という。例えば核酸系逆転写酵素阻害剤の場合、AZTとd4Tは同じ場所に耐性変異が現れるので、同時に使われることは少ない。交叉耐性はプロテアーゼ阻害剤においても存在するため、薬剤を選択する際には、予想される耐性変異を考慮して組み合わせて処方する。
一度に服用する錠剤の数を減らすため、始めから複数の薬剤を合わせたエプジコム、ツルバダ、トリーメク、ゲンボイヤ、ビクタルビといった合剤が作られており、１日１回１錠投与が一般化している。また、薬剤耐性変異及び副作用が生じた場合は、薬剤の組み合わせの変更がなされる。

## 問題点

### 薬剤耐性
近年の研究により、薬剤耐性ウイルスの出現前に、血中のウイルスを検出限界以下まで減らすことができるようになった。しかしながら、初回治療で感染者の血中ウイルス量が、検出限界以下までに抑えられる割合は60%ほどである。残りの40%は、何らかの原因で血中のウイルス量が、検出限界以下にならない。
その原因の多くが、薬剤耐性ウイルスの出現である。薬剤の組み合わせを変更することにより、改善する場合もあるが、中には多数の薬剤に対して耐性を示し、現在認可されているすべての薬剤に対し耐性を示す症例も少なくない。一般的に薬剤の使用歴が長く、使用した薬剤の種類が多い感染者ほど、多くの薬剤に対して耐性を示すウイルスが現れる。また、薬剤耐性ウイルスは薬剤の血中濃度が十分でないときに出現するため、薬の飲み忘れをよくしてしまう（アドヒアランスの低い）感染者では、薬剤耐性ウイルスの出現度が高くなっている。
HIVの増殖を抑えるように緻密な治療方法が考えられ、多くの感染者の予後を向上させているが、それでも薬剤耐性ウイルスの出現は避けられず、根本的な解決には至っていないのが現状である。

### 副作用
すべての薬剤がそうであるように、HAARTにおいても副作用が存在し、それは死に至るまで重症化することがある。長期にわたって薬剤を服用するため、様々な副作用が起こっている。
核酸系逆転写酵素阻害剤によって引き起こされる、ミトコンドリア障害に起因する乳酸アシドーシス、脂肪肝は特に重大な副作用である。その結果、肝機能障害を引き起こし死に至る場合もある。プロテアーゼ阻害剤では、体脂肪分布異常や脂質異常症など、リポジストロフィーといわれる体脂肪異常が起こる。その結果、動脈硬化などの血管疾患を引き起こす。
このような副作用が出た場合は薬剤の変更が検討されるが、先の薬剤耐性との関連もあり、治療の選択肢が広いとはいえない。治療によるメリットと副作用によるデメリットを考慮して、治療を中断することもある。

### 治療費
高額な薬剤費用のため、後進国では十分にHAARTによる治療を行うことができない。コピー薬の認可政策や価格を抑えた治療薬等の対策も行われているがまだ十分ではない。